# Pediobius aphidiphagus
Pediobius aphidiphagus  (лат.) — вид паразитических наездников рода Pediobius из семейства Eulophidae (Chalcidoidea) отряда перепончатокрылые насекомые. Северная Америка (Канада, США, Коста-Рика). Переднеспинка с шейкой, отграниченной килем (поперечным гребнем). Щит среднеспинки с развитыми изогнутыми парапсидальными бороздками. Ассоциированы с тлями Macrosiphum euphorbiae (Aphididae), орехотворками рода  Amphibolips (Cynipidae) и растениями Quercus sp., Quercus brenesii (Fagaceae).